# Melanoseps occidentalis
Espèce
Synonymes
- Herpetosaura occidentalis Peters, 1877

Melanoseps occidentalis est une espèce de sauriens de la famille des Scincidae.

## Répartition
Cette espèce se rencontre au Cameroun, en Guinée équatoriale, au Gabon, en République démocratique du Congo, en Angola et en République centrafricaine.

## Liste des sous-espèces
Selon The Reptile Database (25 octobre 2012) :
- Melanoseps occidentalis occidentalis (Peters, 1877)
- Melanoseps occidentalis zairensis Brygoo & Roux-Esteve, 1982

## Publications originales
- Brygoo & Roux-Esteve, 1982 "1981" : Un genre de lézards scincines d'Afrique : Melanoseps. Bulletin du Muséum national d'Histoire naturelle 4e série, section A Zoologie, Biologie et Écologie animales, vol. 3, no 4, p. 1169-1191.
- Peters, 1877 : Herpetologische Notizen. I. Über die von Spix in Brasilien gesammelten Eidechsen des Königlichen NaturalienKabinets zu München. II. Bemerkungen über neue oder weniger bekannte Amphibien. Monatsberichte der Königlich Preussischen Akademie der Wissenschaften zu Berlin, vol. 1877, p. 407-415, 415-423 (texte intégral).